# رودولفو ماير
رودولفو ماير (بالبرتغالية: Rodolfo Mayer‏) هو ممثل برازيلي، ولد في 4 فبراير 1910 بساو باولو في البرازيل، وتوفي في 1985 بريو دي جانيرو في البرازيل.

## وصلات خارجية
- رودولفو ماير على موقع IMDb (الإنجليزية)
- رودولفو ماير على موقع قاعدة بيانات الفيلم (الإنجليزية)